# Unstrut-Hahle-Radweg

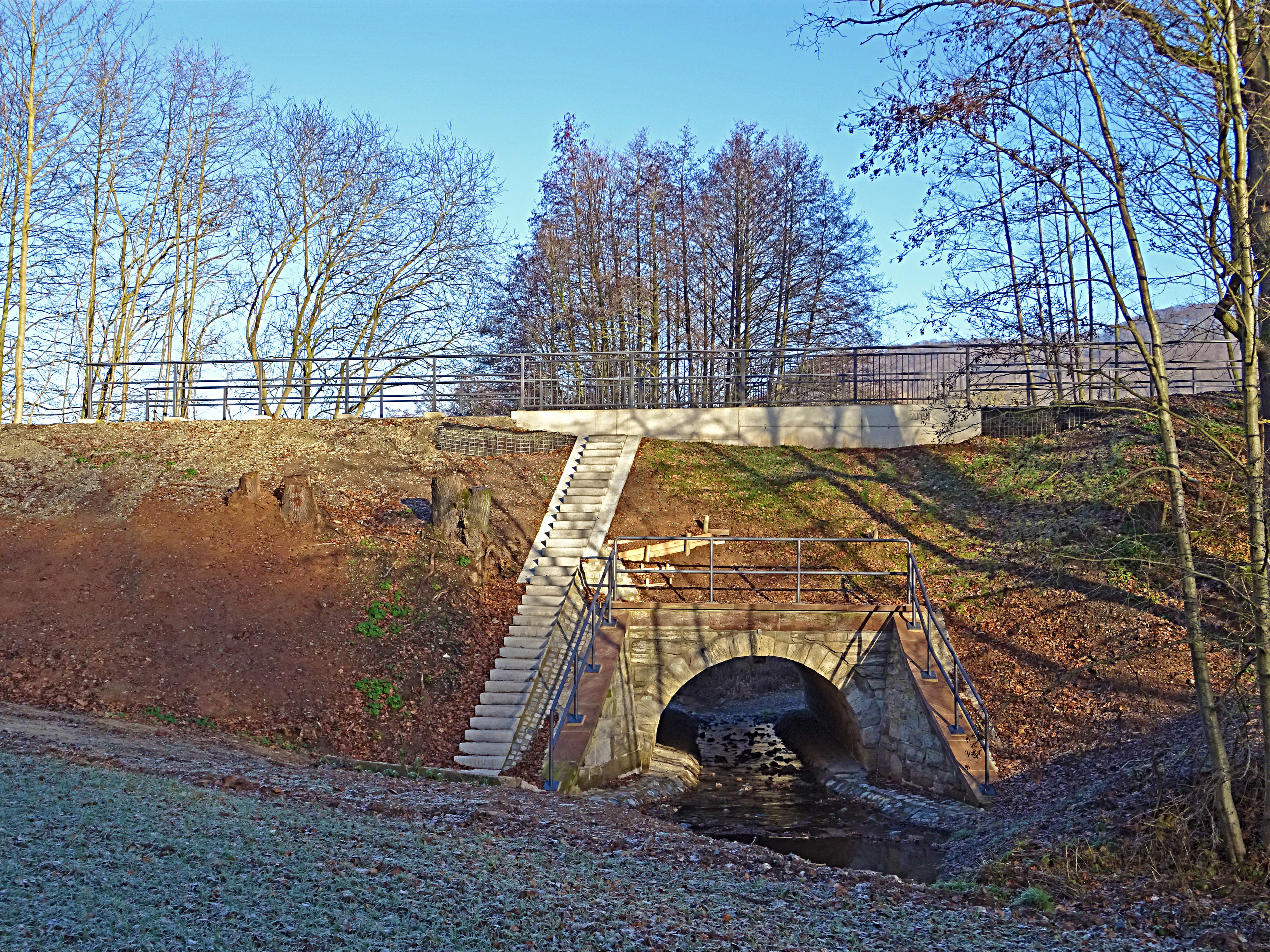
Hahle-Brücke westlich Wintzingerode

Der Unstrut-Hahle-Radweg ist ein etwa 35 km langer Radwanderweg entlang der stillgelegten Bahnstrecke Leinefelde–Wulften im nördlichen Eichsfeld in Thüringen und im Landkreis Göttingen im südöstlichen Niedersachsen. Er bildet die Basis für den geplanten Leine-Rhume-Hahle-Rad(rund)weg. Der Radweg beginnt in Dingelstädt und führt über Dingelstädt – Kallmerode – Beinrode – Birkungen – Leinefelde – Breitenbach – Worbis – Wintzingerode – Ferna – Teistungen – Gerblingerode nach Duderstadt.

## Streckenprofil
Die Streckenführung des Radweges ist größtenteils auf dem ehemaligen Bahndamm der Bahnstrecke Leinefelde–Wulften angelegt.

## Streckenverlauf

### Abschnitt von Dingelstädt bis Leinefelde
Von Dingelstädts Zentrum geht es 1,5 km bergauf zum Radwegekreuz am Bahnhof Dingelstädt, wo man den Kanonenbahn-Radweg überquert und zum Unstrut-Leine-Radweg nach Heiligenstadt gelangen kann. Entlang der B247 kommt man über Kallmerode und Birkungen zum Bahnhof Leinefelde.

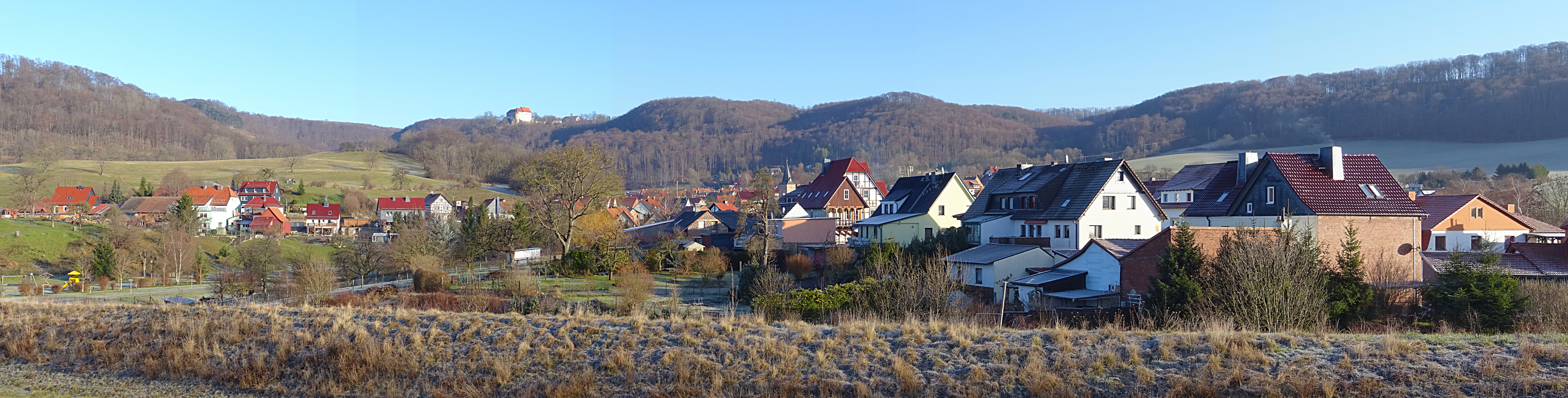
Burg Bodenstein thront über Wintzingerode

Streckenlänge: 11 km

### Abschnitt von Leinefelde bis Duderstadt
Westlich vom Bahnhof Leinefelde durch die Altstadtgassen geht es am Friedhof vorbei nach Norden, unter der A38 hindurch nach Breitenbach und weiter zum alten Fachwerkensemble von Worbis. Am Bärenpark im Nordwesten von Worbis vorbei geht es ins Hahletal nach Wintzingerode – hier wurde der alte Bahndamm mit der B247 überbaut. Durch eine umständliche Streckenführung gelangt man auf die andere Seite und wieder auf den asphaltierten Bahndamm nach Ferna, vorbei an der alten Ziegelei, nach Teistungen zur ehemaligen innerdeutschen Grenze. Hier findet sich das Grenzlandmuseum und ein imposanter Aussichtsturm. Weiter durch Gerblingerode nach Duderstadt mit zahlreichen alten Bürgerhäusern im mittelalterlichen Stadtbild.
Streckenlänge: 24 km

## Sehenswürdigkeiten an der Strecke
- Dingelstädt

St.-Gertrudis-Kirche, Franziskanerkloster Kerbscher Berg, Wallfahrtskirche St. Maria im Busch
- Leinefelde

Kirche Sankt Maria Magdalena, Leinequellen, Fuhlrott-Denkmal
- Breitenbach

Kirche St. Margaretha (Breitenbach)
- Worbis

Antoniuskirche, Wipperquelle, Stadtkirche St. Nikolaus, Alternativer Bärenpark Worbis
- Wintzingerode

St. Katharina (Wintzingerode), Burg Bodenstein mit Übernachtungsangeboten
- Ferna

Patronatskirche Johannes der Täufer, Tongrube und Ziegelei
- Teistungen

Grenzlandmuseum Eichsfeld, Teistungenburg
- Gerblingerode

Aussichtsturm Pferdeberg
- Duderstadt

historische Altstadt mit ca. 500 Fachwerkhäusern, Cyriakuskirche, Servatiuskirche

## Geschichte und Zukunft
Nachdem die von 1889 bis 1897 in Betrieb genommene Bahnstrecke von Wulften nach Leinefelde zwischen 1996 und 2001 schrittweise stillgelegt und bis 2005 weitgehend abgebaut worden war, konnte mit dem Radwegebau begonnen und 2005 der erste Abschnitt eröffnet werden.
Der Unstrut-Hahle-Radweg bildet die Basis für den geplanten Leine-Rhume-Hahle-Rad(rund)weg. Einbezogen werden in die Planung soll der gut ausgebaute Leine-Heide-Radweg. Von Leinefelde, wo die Leine entspringt, bis Northeim ist dieser gut ausgebaut und beschildert. Von Northeim soll der Rhume-Erlebnispfad in das Projekt eingebaut werden.